# Нойзідль-ам-Зее (округ)
Нойзідль-ам-Зее (нім. Bezirk Neusiedl am See) — політичний округ в Австрії. Центр політичного округу — місто Нойзідль-ам-Зее. Політичний округ входить до складу федеральної землі Бургенланд. Займає площу 103 755,45 га. Населення 55 337 осіб.

## Політичні громади
1. Андау
2. Апетлон
3. Брукнойдорф
4. Валлерн-ім-Бургенланд
5. Вайден-ам-Зее
6. Вінден-ам-Зее
7. Гальбтурн
8. Гаттендорф
9. Гольс
10. Дойч-Ярндорф
11. Едельсталь
12. Ілльміц
13. Йойс
14. Кіттзее
15. Менхгоф
16. Нойдорф
17. Нойзідль-ам-Зее
18. Нікельсдорф
19. Пама
20. Памгаген
21. Парндорф
22. Подерсдорф-ам-Зее
23. Поцнойзідль
24. Санкт-Андре-ам-Цикзее
25. Тадтен
26. Фрауенкірхен
27. Цурндорф

## Населення
Населення округу за роками за даними статистичного бюро Австрії

## Виноски
- Офіційна сторінка(нім.)